# Trenta-dos
El trenta-dos és un nombre natural i parell que va entre el trenta-u i el trenta-tres. S'escriu 32 en xifres àrabs, XXXII en les romanes i 三十二 en les xineses.
Ocurrències del trenta-dos:
- És la xifra que representa el germani
- En graus Fahrenheit, temperatura de congelació de l'aigua
- Quantitat de dents d'un humà adult incloent el queixal del seny
- El nombre de caselles d'un sol color o de fitxes en els escacs
- El prefix telefònic de Bèlgica.
- La rosa dels vents té 32 rumbs.
- Una pilota de futbol és un políedre format per 32 cares anomenat icosàedre truncat
- Designa l'any 32 i el 32 aC.